# 다나카 가네
다나카 가네(일본어: 田中 カ子, 1903년 1월 2일~2022년 4월 19일)은 일본의 슈퍼센티네리언이자 여성 장수인 기네스북 기록 보유자이다.

## 생애
1903년 1월 2일 후쿠오카현 후쿠오카시에서 태어났다. 그녀는 1938년에는 35세 나이에 파라티푸스에 감염되었다. 45세에는 췌장암 수술을 받았고, 2006년에는 대장암 진단을 받았다. 103세 때 수술로 치료하였다. 2014년에는 111세 때 공식적으로 연령을 확인하였다. 2017년에는 114세 때 일본 KBC 파라티푸스 방송 인터뷰에 나왔다. 2018년 마지막 생존자 최고령 1900년생 다지마 나비(117세)와 1901년생 미야코 지요(117세)의 기록을 넘었다. 2022년에 119세 생일을 맞이하였으며, 같은 해 4월 19일에 세상을 떠났다.

## 같이 보기
- 최장수인
- 잔 칼망
- 장수 (수명)